# Daniel R. Carter
Daniel R. Carter (* 1961) ist ein US-amerikanischer Informatiker. Er ist Gründer und CEO des Unternehmens Windmill Investments mit Sitz in Salem, Oregon. Daniel Carter ist durch seine lange Beschäftigung in dem Bereich internationaler Experte für Software-Lokalisierung.

## Leben
Daniel R. Carter hat an der Oregon State University Informatik studiert und das Studium 1983 erfolgreich abgeschlossen. Anschließend war er von 1983 bis 1989 für Microsoft an deren Sitz in Redmond, Washington tätig. Er arbeitete dort an der Lokalisierung der Microsoft-Produkte in den europäischen Sprachen. Außerdem war er mitverantwortlich für die Gründung und Führung von Niederlassungen von Microsoft in Großbritannien, den Benelux-Staaten und in Skandinavien. Zur gleichen Zeit absolvierte Daniel R. Carter ein Master-Studium der Betriebswirtschaft an der University of Washington.
Im Jahr 1989 gründete er zusammen mit seiner Frau Yvonne die Firma International Software Products (iSP), die sich auf dem Gebiet der Software-Lokalisierung spezialisierte. Bis 2001 war Carter CEO von iSP. Von 2001 bis 2005 arbeitete Carter als Unternehmensberater vor allem für Firmen aus der Branche der Software-Lokalisierung. Daniel Carter war Gründungsmitglied der Globalization and Localization Association (GALA) und Mitglied und Vizepräsident von TILP (The Institute of Localisation Professionals). Seit 2004 ist Daniel R. Carter CEO des von ihm gegründeten Unternehmens Windmill Investments.

## Publikationen
- Daniel R. Carter: Writing localizable software for the Macintosh. Addison-Wesley, Reading 1992, ISBN 978-0-201-57013-7.